# Claude-Michel Bégon de la Cour
Claude-Michel Bégon de la Cour (né le 15 mars 1683 – décédé le 30 avril 1748) fut un officier français dans les troupes coloniales et gouverneur de Trois-Rivières.

## Biographe
Claude-Michel était le frère de Michel Bégon de La Picardière. Il vint au Canada en 1713. Leur père était Michel Bégon qui fut intendant de la marine au port de Rochefort et intendant de la généralité de La Rochelle. Ce fut par entremise de leur père que Michel fut nommé Intendant et que Claude-Michel accéda rapidement à une carrière militaire.
Claude-Michel Bégon vint en Nouvelle-France et fut promu capitaine d'une compagnie d'un régiment à Montréal et en 1714, il fut promu lieutenant des troupes de la Marine. 
En 1718, à l'encontre de l'avis de sa famille, il épousa Marie-Elisabeth Rocbert, la fille du gardien du magasin de Montréal Étienne Rocbert de La Morandière. Malgré le fait que son mariage n'a pas eu effet sur sa carrière an Canada, cela a probablement fermé la porte à une carrière plus prometteuse en France comme son frère Michel qui quitta pour la France en 1726. 
En 1726, il fut promu major de la ville de Québec. C'est ainsi que le Marquis de Beauharnois lui donna le commandement pour évincer les Anglais du fort Oswego sur le lac Ontario. Ses négociations furent un succès.
En 1731, il est nommé major de la ville de Trois-Rivières. Il est remplacé à Québec par le capitaine Jean-Baptiste de Saint-Ours Deschaillons.
En 1743, Claude-Michel Bégon devint Gouverneur de Trois-Rivières où il servit jusqu'à son décès en 1748.
Ses archives sont conservées dans le Fonds Famille Bégon à la Division de la gestion de documents et des archives de l'Université de Montréal.

## Armoiries
| Blason | Blasonnement : D’azur au chevron, accompagné en chef de deux roses et en pointe d’un lion, le tout d’or. |